# Rio Marina (traghetto)
Il Rio Marina è stato un traghetto appartenuto con questo nome a diverse compagnie di Navigazione. 

## Servizio

Rio Marina a Giglio Porto negli anni 1970.

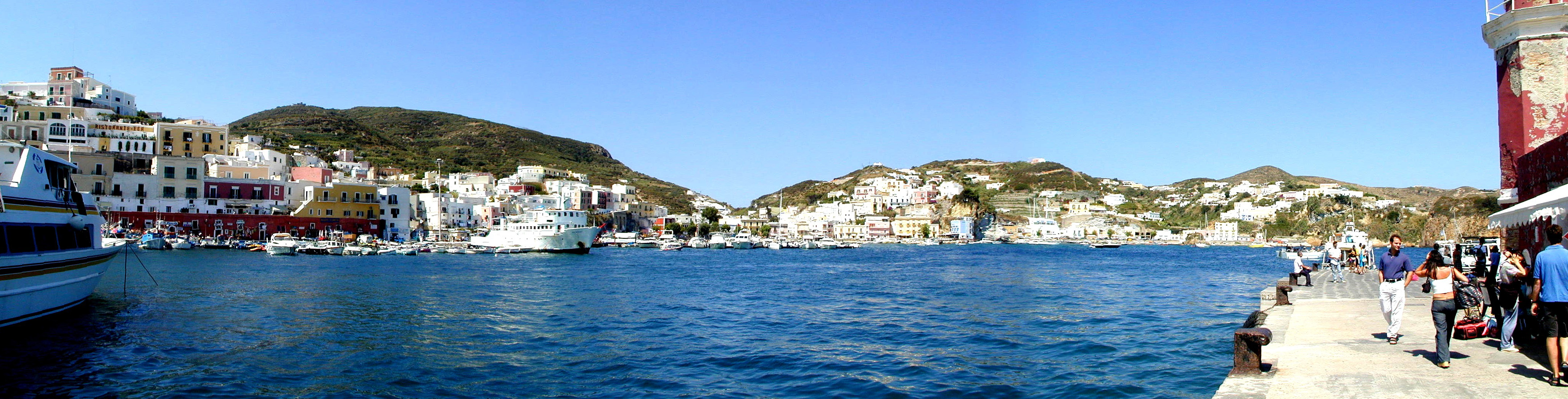
Il Rio Marina ormeggiato a Ponza.

Costruita in Svezia nel 1960 per conto della Eckerö Line e varata con il nome di Spervik 1 venne subito ribattezzata Rospiggen. Entrò in servizio lo stesso anno per la società di navigazione Trafik AB Grisslehamn, di Öregrund, collegando i porti di Grisslehamn, Eckerö, Öregrund e Hallstavik.
Nel 1962 fu venduta alla Navigazione Toscana-Società Anonima di Navigazione (Toremar dal 1975), che la utilizzò sul collegamento Piombino-Porto Azzurro fino al 1967. Da tale anno fu destinata alla tratta Porto Santo Stefano-Isola del Giglio dove rimase fino al 1981. 
Nel 1976 il Rio Marina fu una delle navi coinvolte nella protesta degli abitanti dell'isola del Giglio contro la permanenza forzata sull'isola di Giovanni Ventura e Franco Freda, due criminali imputati per la Strage di Piazza Fontana.
Nel 1981, il traghetto fu acquistato dalla società Libera Navigazione Mazzella di Gaeta, venendo immessa sulla linea Terracina-Ponza, passando poi alla compagnia di Navigazione Isole Ponziane (SNIP), che la mantenne sulla stessa linea fino al 2011.
Nel 2012 la nave fu venduta ad un armatore africano e immatricolata nel Togo, che la destinò ai collegamenti tra Douala e Malabo, sull'isola di Bioko, tra il Camerun e la Guinea Equatoriale. Nel 2015, quando stava trasportando un gruppo di studenti della Guinea Equatoriale che tornavano a casa per le vacanze, la nave affondò ma non si ebbero notizie certe sul numero dei morti e dei sopravvissuti.